# Westhope
Westhope, aussi connue sous le nom de la Richard Lloyd Jones House (maison de Richard Lloyd Jones), est une maison de style Prairie School construite par Frank Lloyd Wright, à Tulsa dans l'Oklahoma en 1929.
 Richard Lloyd Jones était un cousin de Wright, et l'éditeur du journal Tulsa Tribune.
Westhope est située au 3 704 South Birmingham Avenue. Elle a été inscrite au Registre national des lieux historiques le 10 avril 1975 sous le numéro 75001575.